# エミル・フォルスベリ
- エミル・フォシュベリ

エミル・ペーター・フォルスベリ（Emil Peter Forsberg, 1991年10月23日 - ）は、スウェーデン・スンツヴァル出身のサッカー選手。メジャーリーグサッカー・ニューヨーク・レッドブルズ所属。スウェーデン代表。ポジションはミッドフィールダー。

## 経歴
父レイフ、祖父レナート共に元プロサッカー選手というサッカー一家に育つ。

### クラブ
2009年、スウェーデン2部のGIFスンツヴァルでプロキャリアをスタート。2012年12月10日、国内の強豪・マルメFFへ4年契約で移籍し、2014シーズンには14得点を記録。2014年のアルスヴェンスカン年間最優秀ミッドフィールダーに選出された。
2015年1月、ドイツ2部のRBライプツィヒと3年半の契約を締結。2015年2月6日のエルツゲビルゲ・アウエ戦でドイツデビューを果たし、8月3日のグロイター・フュルト戦で初得点を挙げた。2015-16シーズンには32試合に出場し8得点を挙げ、クラブ史上初となるブンデスリーガ昇格に貢献した。
2016年8月28日のホッフェンハイム戦で1部リーグデビューを果たすとシーズンを通して活躍し、チーム史上初のUEFAチャンピオンズリーグ出場権の獲得に大きく貢献した。16-17シーズン途中の2017年2月9日に2022年まで契約を延長。最終的に30試合で8得点19アシストを記録し、ブンデスリーガのアシスト王に輝いた。
2016-17シーズン終了後はセリエA・ACミランへの移籍が取沙汰されたが、結局ライプツィヒに残ってプレーする事を決めている。
2019年11月28日、UEFAチャンピオンズリーグのグループリーグG組第5節SLベンフィカ戦にて、アディショナルタイムに同点弾を決め、チーム史上初のCL決勝T進出を決めた。
2023年12月16日、ニューヨーク・レッドブルズと2年契約を結び、2024年1月2日からチームに加入することが発表された。

### 代表
2014年10月12日に行われたUEFA EURO 2016予選・リヒテンシュタイン戦でスウェーデン代表デビュー。UEFA EURO 2016本大会のメンバーにも選出された。2018 FIFAワールドカップのスウェーデン代表ではラウンド16のスイス戦で決勝点を記録し、スウェーデン史上24年ぶりのベスト8進出の立役者となった。
2021年、UEFA EURO 2020、グループリーグ第2戦のスロバキア戦ではペナルティーキックを決めて、このゴールによりチームは大会初勝利を挙げた。第3戦のポーランド戦でも2ゴールを挙げ、決勝トーナメント進出の立役者となった。決勝トーナメント1回戦のウクライナ戦でもこの大会の4点目となるゴールを奪ったが、延長戦の末に1-2と敗れた。

## 代表歴

### 出場大会
- スウェーデン代表
  - 2018 FIFAワールドカップ

### 試合数
- 国際Aマッチ 86試合 21得点（2014年-）[12]

| スウェーデン代表 | 国際Aマッチ | 国際Aマッチ |
| 年               | 出場        | 得点        |
| ---------------- | ----------- | ----------- |
| 2014             | 5           | 0           |
| 2015             | 8           | 1           |
| 2016             | 11          | 2           |
| 2017             | 9           | 3           |
| 2018             | 9           | 1           |
| 2019             | 7           | 1           |
| 2020             | 5           | 0           |
| 2021             | 14          | 7           |
| 2022             | 10          | 4           |
| 2023             | 8           | 2           |
| 2024             |             |             |
| 通算             | 86          | 21          |

## タイトル

### クラブ
マルメ
- アルスヴェンスカン: 2013, 2014
- スヴェンスカ・スーペルクッペン: 2013, 2014

RBライプツィヒ
- DFBポカール: 2021-22, 2022-23
- DFLスーパーカップ: 2023

### 個人
- アルスヴェンスカン年間最優秀ミッドフィールダー ： 2014
- スウェーデン年間最優秀ミッドフィールダー ： 2016
- グルドボレン : 2021